# Riserva faunistica Cuyabeno
La Riserva faunistica Cuyabeno (in spagnolo Reserva de Producción de Fauna Cuyabeno) si estende su 594.950 ettari ed è suddivisa in diverse aree indigene (Territorios Indígenas) abitate da cinque popoli indigeni sudamericani. La sua superficie è più del doppio di quella del Lussemburgo. Situata nella foresta pluviale amazzonica, tra le province nord-orientali di Sucumbíos e Orellana in Ecuador, sorge nei pressi del triplice confine con Colombia (a nord) e Perù (a est). L'Equatore attraversa la sezione settentrionale della riserva, mentre solo pochi chilometri a sud si trova il Parco nazionale Yasuní. Il territorio comprende i bacini idrografici dei fiumi Cuyabeno (da cui la riserva prende il nome), Lagartococha e Aguarico. Insieme allo Yasuní, costituisce una delle aree più ricche di biodiversità al mondo.
Secondo il piano di gestione del 2010, oltre a conservare gli ecosistemi intatti (in particolare i bacini dei fiumi Cuyabeno e Lagartococha) e la notevole varietà biologica (con particolare attenzione al delfino rosa, al lamantino delle Amazzoni, alla lontra gigante e al giaguaro), la riserva mira anche a tutelare la diversità culturale delle popolazioni indigene, attraverso un utilizzo sostenibile e partecipativo delle risorse naturali – in primo luogo il turismo.
Dal punto di vista della conservazione internazionale, Cuyabeno, insieme ai parchi nazionali Güeppí-Sekime (in Perù) e La Paya (in Colombia), forma un'ampia area protetta transfrontaliera di oltre 12.200 km². In termine di categorie internazionali, si avvicina maggiormente alla categoria IV (aree di protezione di habitat e specie, paragonabile ai «parchi naturali» di alcuni Paesi). A differenza dei due parchi nazionali limitrofi, tuttavia, la IUCN non ha ancora inserito Cuyabeno nel proprio elenco (dato aggiornato al 2019).

## Storia

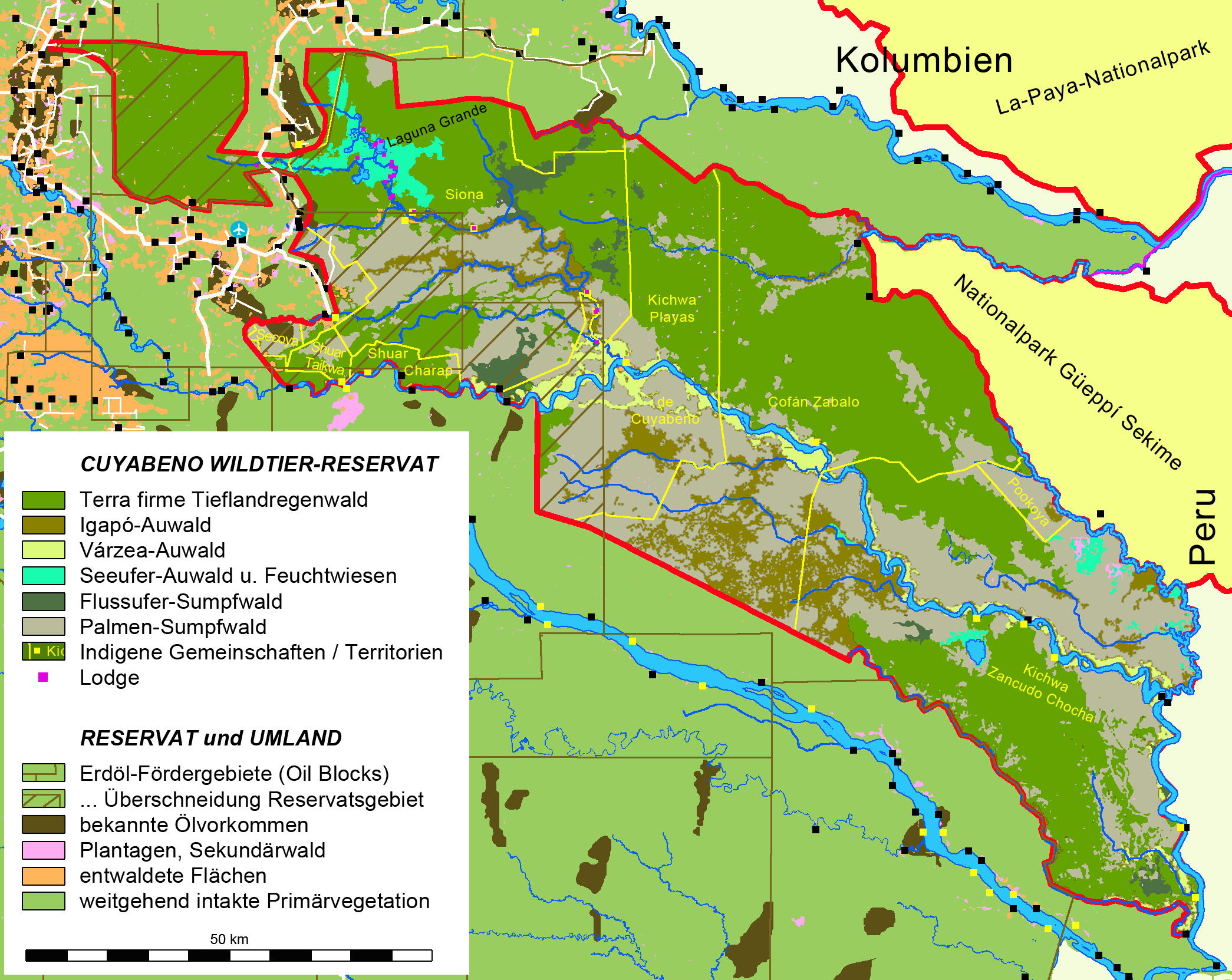
L'area protetta di Cuyabeno e dintorni (2019)

La riserva fu istituita nel 1979, nell'ambito della creazione di un sistema di aree naturali protette in Ecuador, basato su uno studio della FAO del 1976. In origine copriva meno della metà dell'estensione attuale.
Con la «civilizzazione» delle pianure amazzoniche e lo sfruttamento petrolifero, che provocarono gravi danni nella regione a ovest della riserva, sorsero conflitti con le comunità indigene, anche a causa dei nuovi vincoli del parco, che impedivano loro di spostarsi verso zone ancora intatte. Nel 1991, pure grazie al sostegno dell'industria turistica (operativa a Cuyabeno dal 1986), i confini della riserva furono estesi verso est, fino al confine peruviano, destinando l'area anche alla tutela e al sostentamento delle popolazioni autoctone.
Tra il 1992 e il 2002 furono stipulati accordi con otto diverse comunità locali. Una misura cruciale fu la designazione di un'area di 4350 km², chiamata «Cuyabeno-Imuya», a nord ed est della riserva, in cui erano vietati il taglio commerciale del legname e l'estrazione mineraria. Entro il 2008, la maggior parte del territorio protetto (dopo un processo non privo di contrasti) fu suddivisa in settori basati sulle diverse etnie.
Nel 1994, la porzione più occidentale della riserva, già notevolmente alterata, venne dichiarata area forestale di proprietà statale, in cui si consentiva l'esercizio di un'attività silvicolturale sostenibile ed ecocompatibile.

## Clima

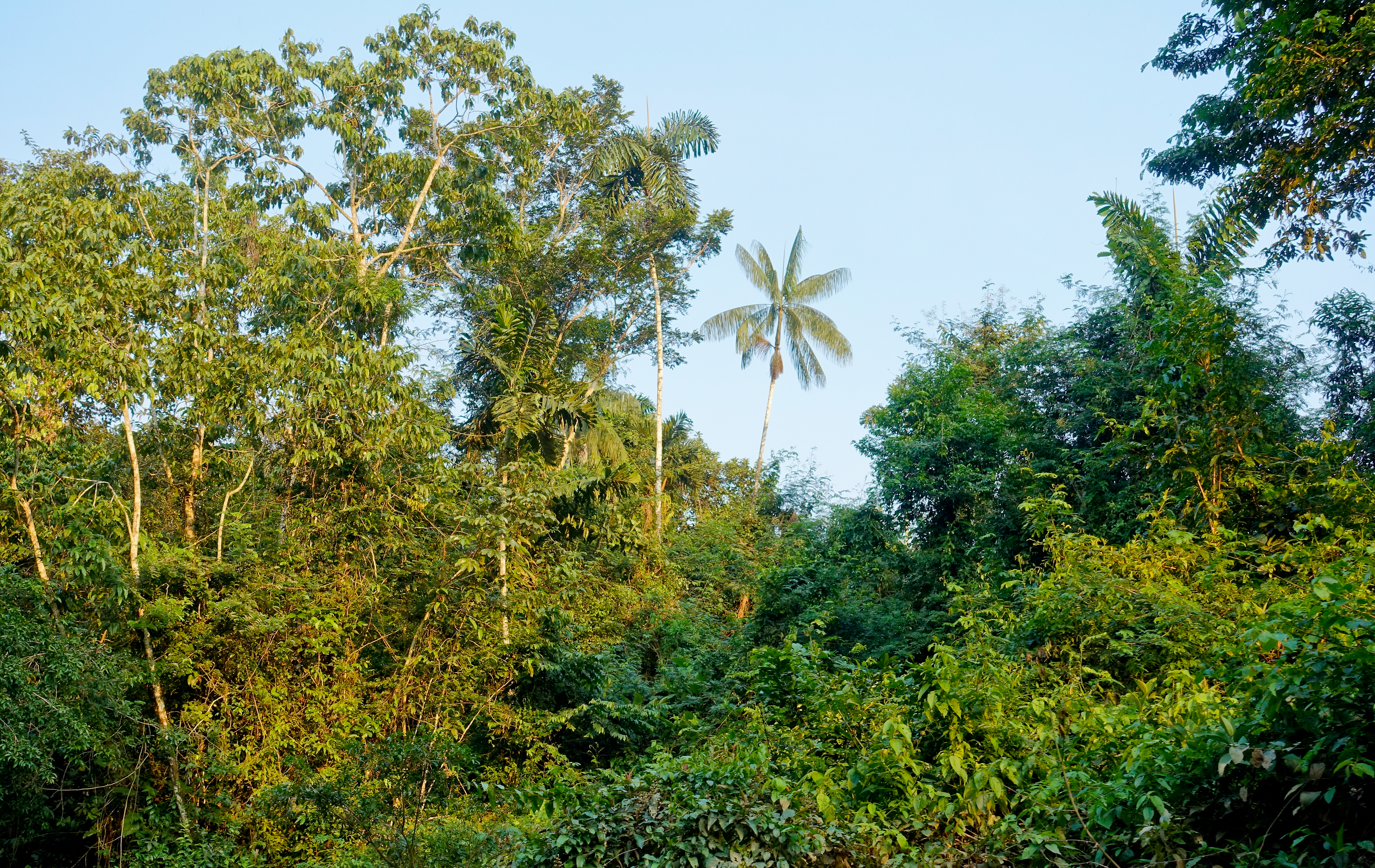
Foresta pluviale tropicale nella stagione secca (inizio marzo)

La regione amazzonica ecuadoriana presenta un clima caldo, umido e piovoso, con temperature che variano tra 22 e 26 °C (in media 24 °C). Le precipitazioni annue oscillano tra 3000 e 4000 mm (media di 3300 mm) e l'umidità relativa si aggira fra l'85 e il 95%. A differenza di quanto accade più a est nel bacino amazzonico, qui la stagione secca comincia a dicembre e dura fino a metà marzo: in questo periodo, la Laguna Grande di solito si prosciuga del tutto e il fiume Cuyabeno rimane con acqua soltanto nel suo corso inferiore. Da aprile a novembre prevalgono invece le piogge.

## Flora e fauna

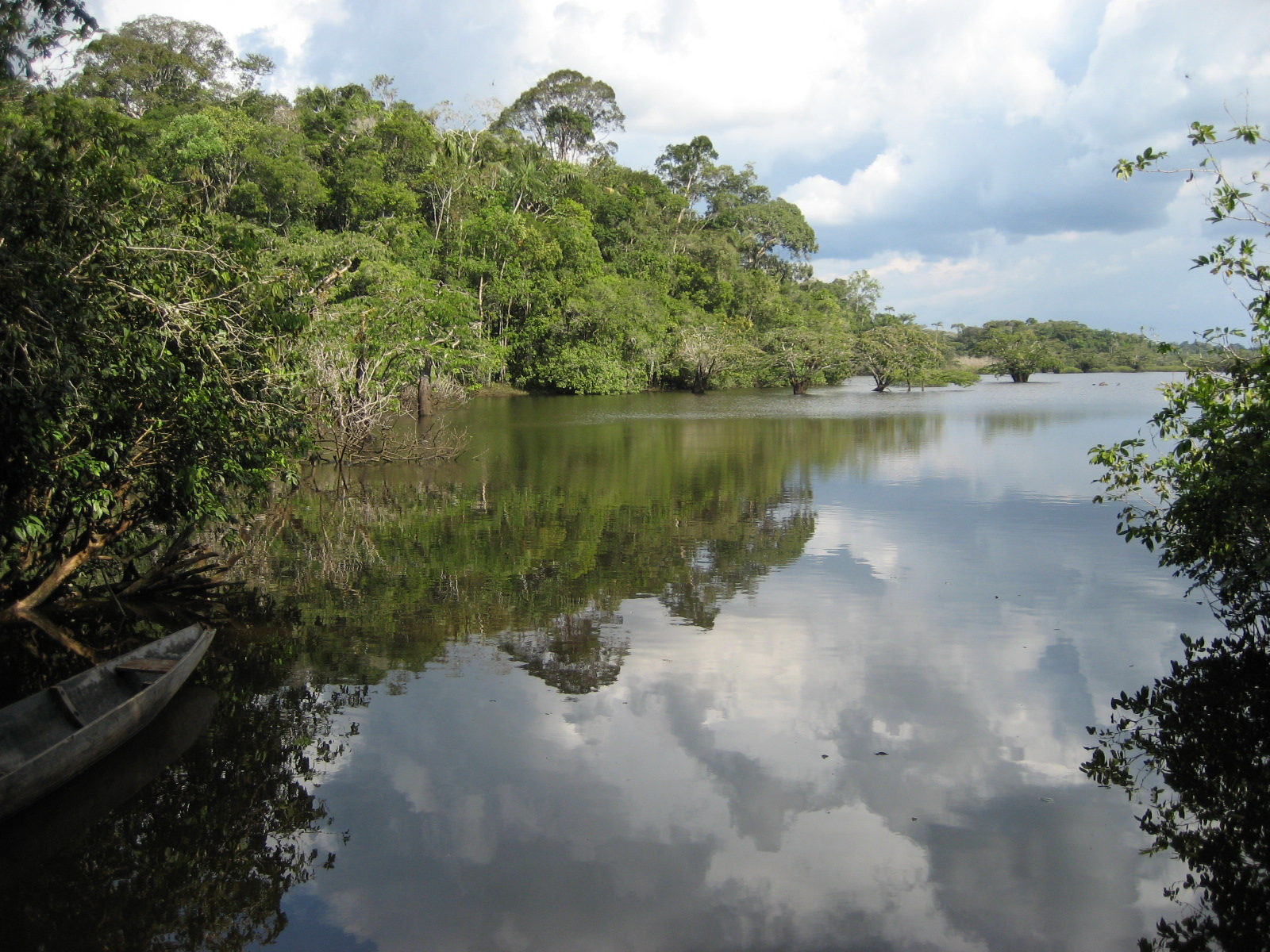
Tratto di foresta inondata.

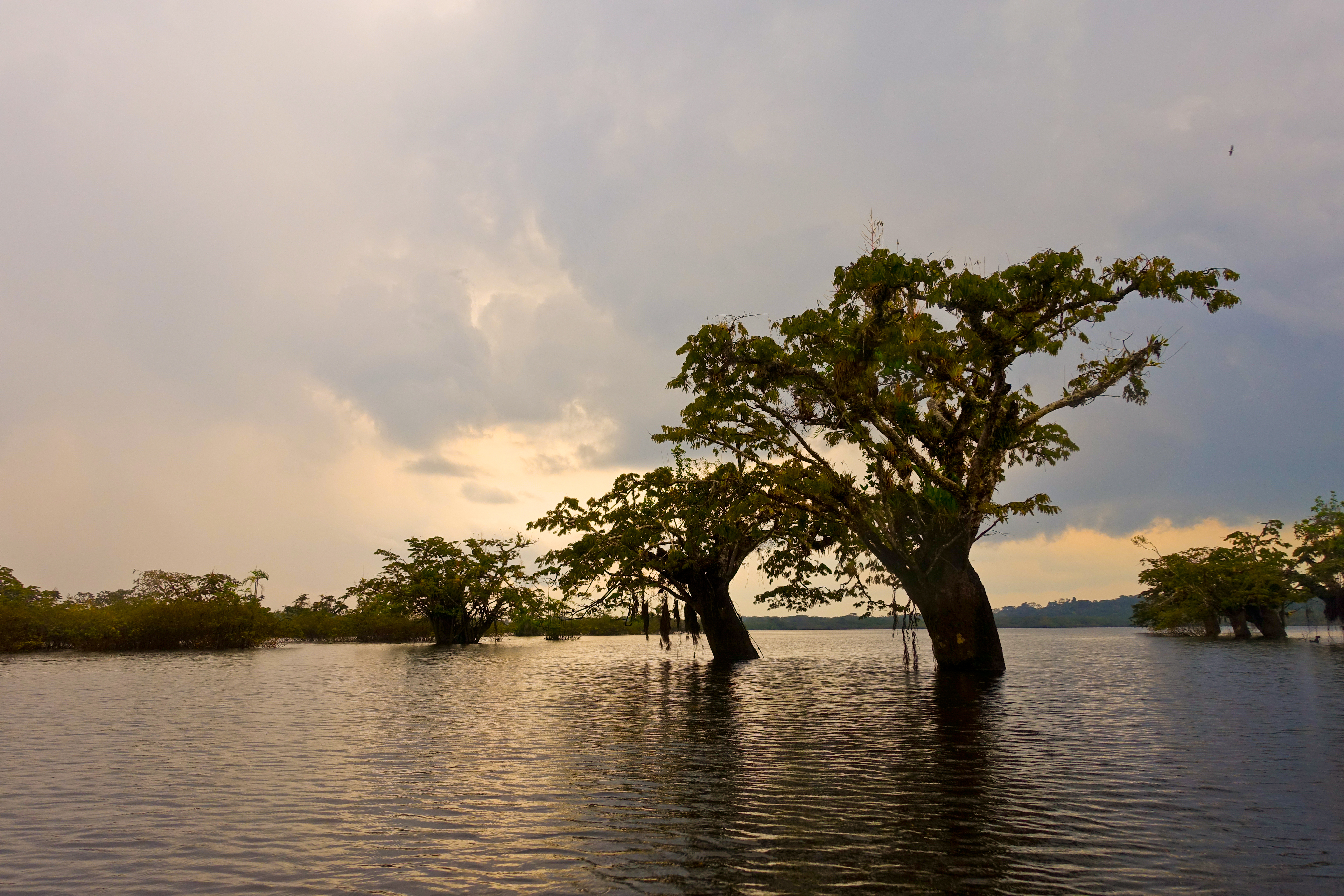
Alberi di Macrolobium, caratteristici della Laguna Grande

A eccezione dell'estremità occidentale, dove si trovano modeste alture, l'area è prevalentemente pianeggiante. Lungo il corso del Río Cuyabeno si incontrano 14 lagune temporanee di acqua dolce che si formano all'inizio della stagione delle piogge (da aprile a luglio). Il livello dell'acqua può variare anche di cinque metri l'anno, rendendo queste lagune uniche nel bassopiano amazzonico ecuadoriano. Assieme all'unico fiume di acque bianche, il Río Aguarico, e ai numerosi corsi di acque nere, queste zone umide costituiscono l'area palustre più estesa dell'Amazzonia ecuadoriana. Inoltre, Cuyabeno rientra in uno dei sette rifugi pleistocenici dell'Amazzonia, dove la foresta pluviale si è conservata intatta persino durante le glaciazioni, mantenendo il suo caratteristico patrimonio di specie.
La suddivisione ecologica della riserva segue soprattutto il corso del Río Aguarico. Le rive di questo fiume sono coperte per alcuni chilometri da foreste a galleria di acque bianche (várzea) ricche di palme, regolarmente inondate. Lungo i corsi d'acqua nera si trovano invece le foreste igapó, anch'esse soggette a piene stagionali. Oltre le zone alluvionali si estendono ampie distese di praterie umide e boscaglie, che sfumano infine nella foresta terra firme, mai raggiunta dalle inondazioni. In tutto l'area ospita una biodiversità straordinaria: vi sono oltre 1400 specie vegetali ufficialmente censite (tra cui 473 specie di alberi), sebbene si stimi possano arrivare a 3000-4000. Tra le piante più caratteristiche spiccano diverse palme (ad esempio la palma burití lungo il Río Aguarico), bromelie, alberi come i ceibo, Heliconia, Macrolobium (specie dominante nelle lagune di acqua nera), rose selvatiche e orchidee.
Anche la fauna riflette la grande varietà di ambienti presenti: con quasi tutte le specie tipiche dell'Amazzonia, Cuyabeno ospita 165 specie di mammiferi (tra cui giaguaro, puma, capibara, lontra gigante, diverse specie di cervi, tapiro sudamericano, formichieri, pecari, armadilli, bradipi, almeno dieci primati come tamarini e scimmie urlatrici, e specie acquatiche quali il lamantino delle Amazzoni e il delfino rosa), circa 500 specie di uccelli (fra cui hoatzin, pappagalli e vari trampolieri), 81 specie di anfibi (come i dendrobatidi), 54 di rettili (caimani, tartarughe, anaconda, iguane) e 184 di pesci, fra cui piranha, pesci gatto e l'anguilla elettrica.

## Territori indigeni

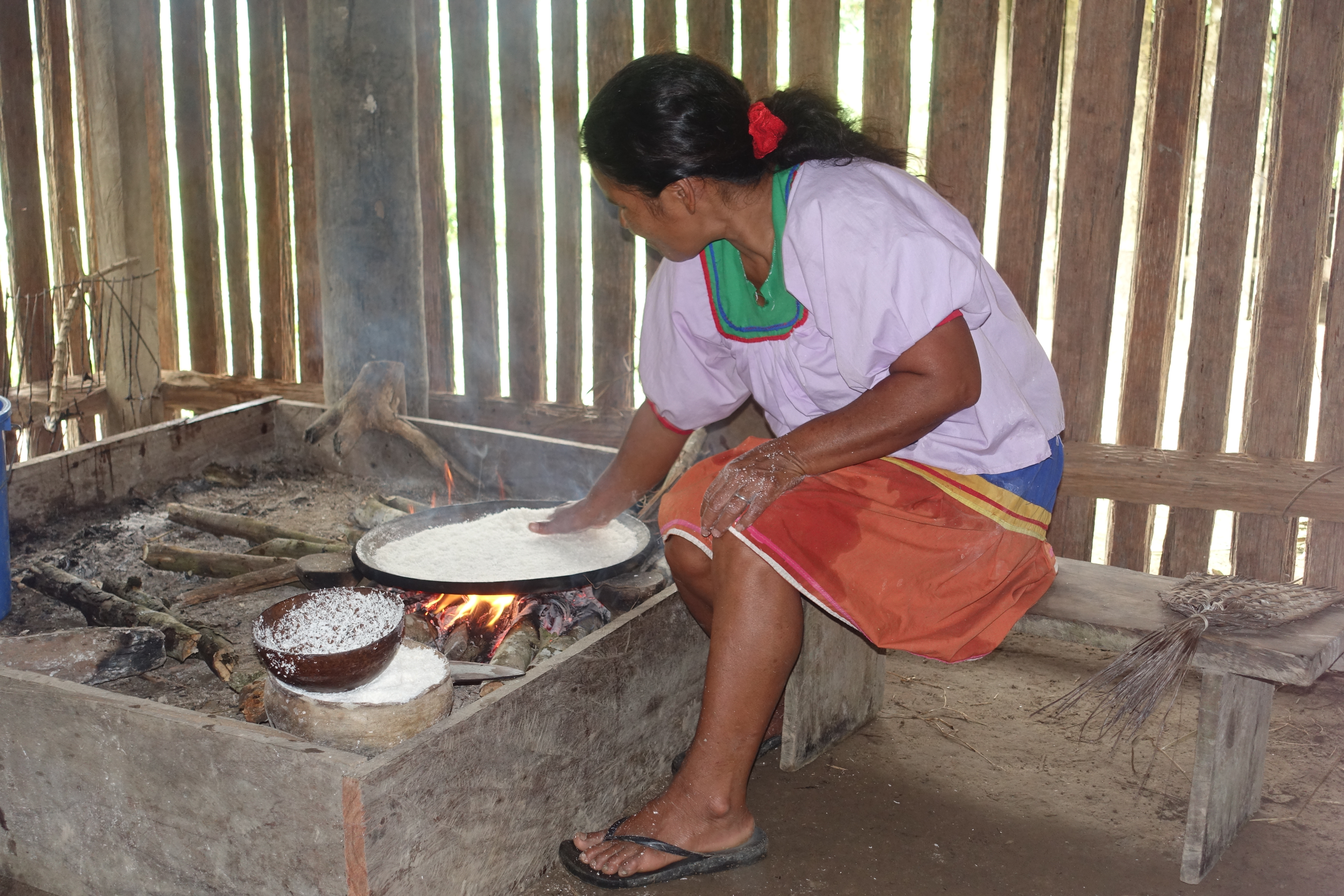
Preparazione di focacce da manioca appena macinata

Originariamente, l'area di Cuyabeno era abitata unicamente dai due popoli indigeni affini dei Siona e dei Secoya, che fino ai primi anni '80 conducevano qui una vita tradizionale quasi del tutto indisturbata. Durante la creazione di otto territori indigeni all'interno della Riserva faunistica, furono però stabiliti anche: un territorio per i Cofán, due per i Kichwa provenienti dalla zona petrolifera di Lago Agrio, due per gruppi separati di Shuar (che solitamente vivono nel sud-est dell'Ecuador) e uno per i Pookoya, senza tuttavia tenere conto delle aree originariamente occupate. Ne derivarono lunghi conflitti tra le diverse etnie. Attualmente esistono 11 comunità indigene a Cuyabeno; a queste si aggiungono circa 600 piccoli agricoltori all'interno della riserva e oltre 8000 insediati in prossimità del confine, le cui attività danneggiano gli ecosistemi.
In linea di principio, i territori indigeni dovrebbero permettere alle popolazioni locali di proseguire le forme tradizionali di sussistenza. A partire dagli anni '90, inoltre, sono stati avviati numerosi progetti di ecoturismo, da cui anche le comunità indigene possono trarre beneficio.

### Gestione
Le questioni legate alle popolazioni indigene e ai loro conflitti, le minacce esterne dovute ad attività illecite, l'eventuale espansione dell'estrazione petrolifera e il turismo rendono necessario un programma di gestione intensivo e sostenibile. L'istituzione della «Zona vietata» (Imuya o Zona intangible) e la garanzia statale di tutela dell'area protetta, sia in termini di conservazione della natura sia di supporto alle comunità indigene e al loro patrimonio culturale, sono stati passi fondamentali. Secondo l'UNEP World Conservation Monitoring Centre, il principio di vita indigena del Sumak kawsay (in kichwa «buon vivere»), sancito dalla Costituzione ecuadoriana, dovrebbe fungere da base per i piani di gestione.
Categorie di gestione della Riserva faunistica di Cuyabeno (2010)
- Ricerca scientifica
- Educazione ambientale
- Gestione sostenibile della fauna selvatica
- Ripristino degli ecosistemi
- Salvaguardia dei valori culturali ed etnici
- Turismo naturalistico

## Turismo

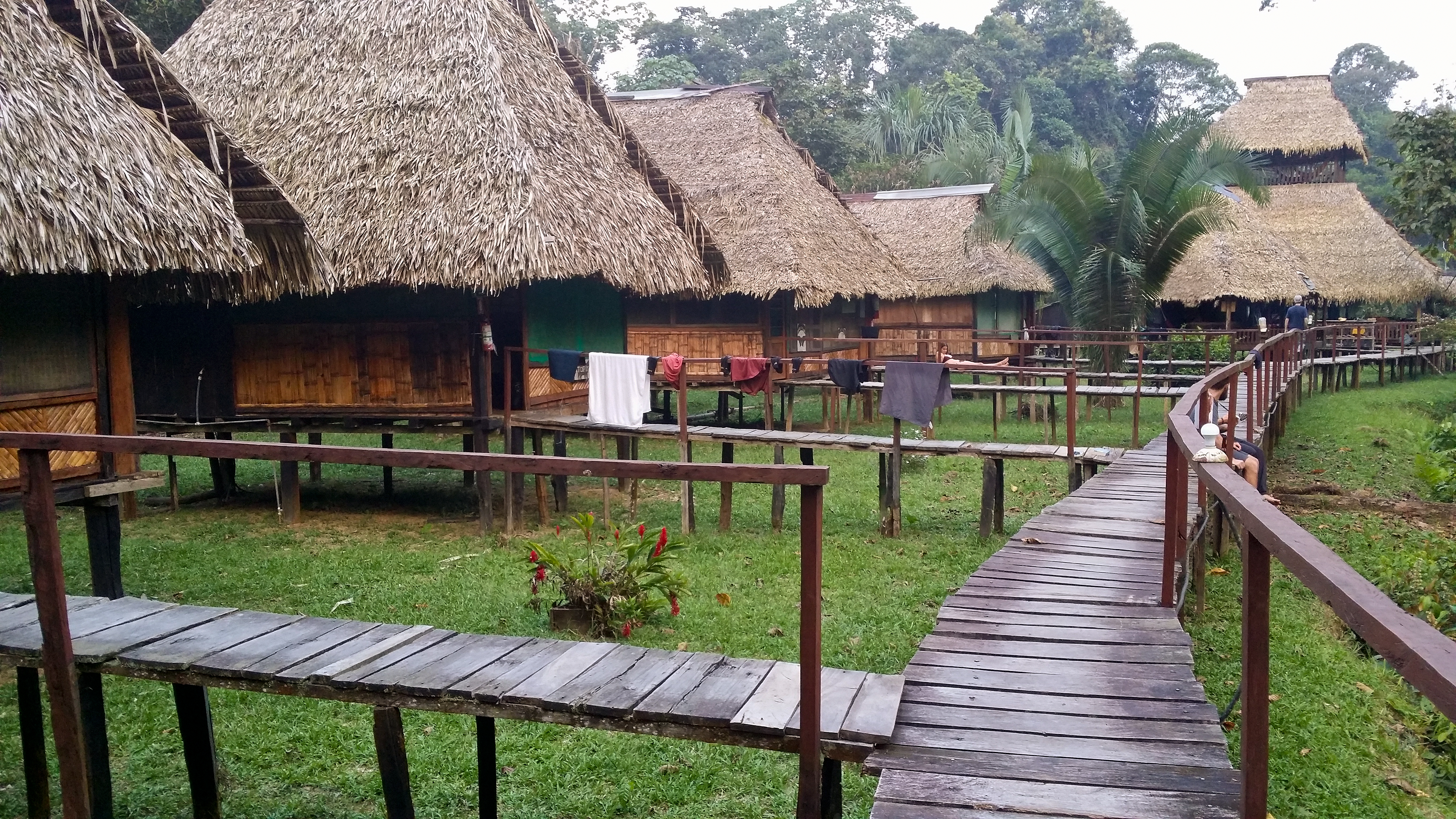
Il Cuyabeno River Lodge, l'unico lodge a ovest della strada

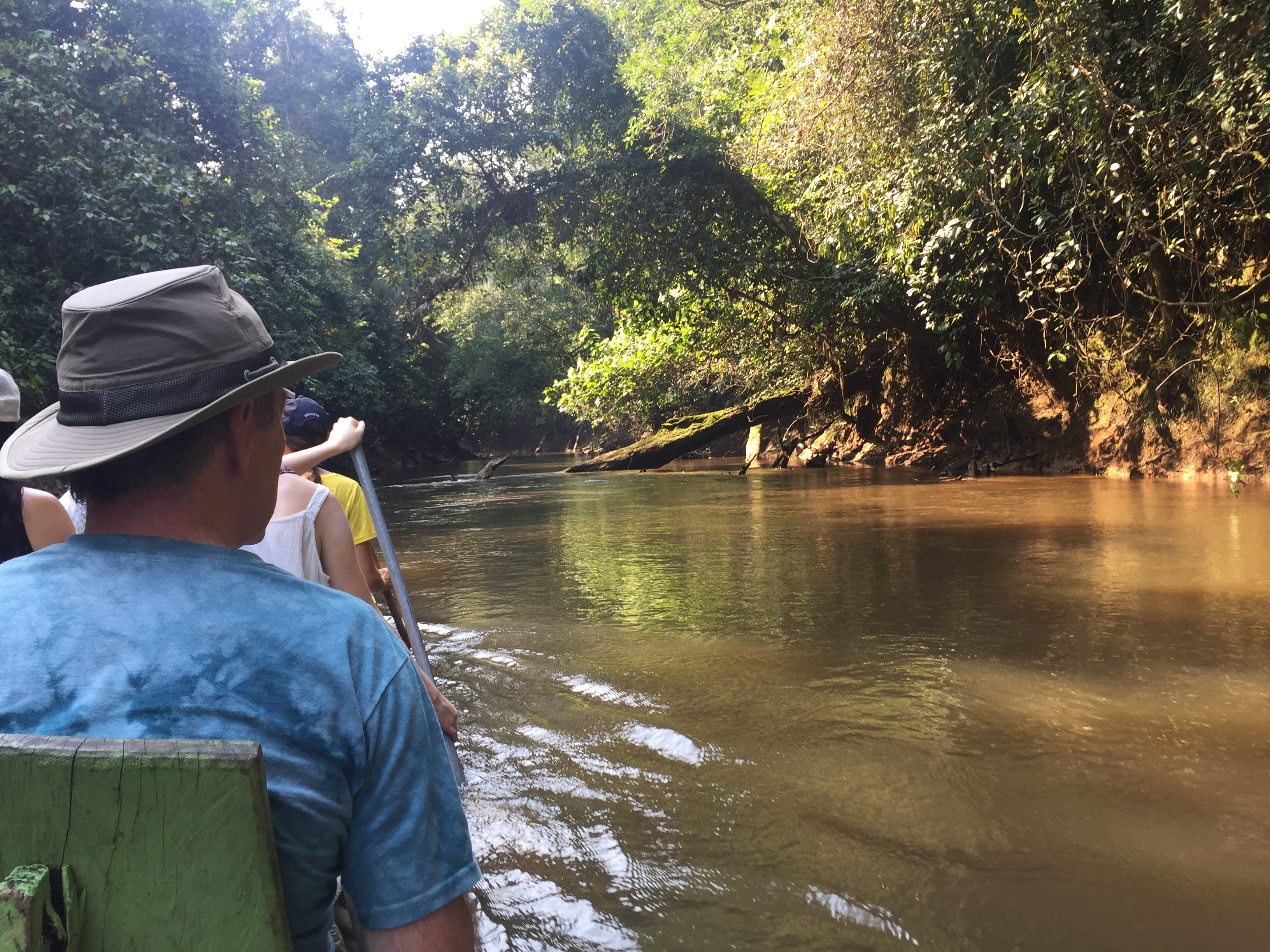
Turismo in barca

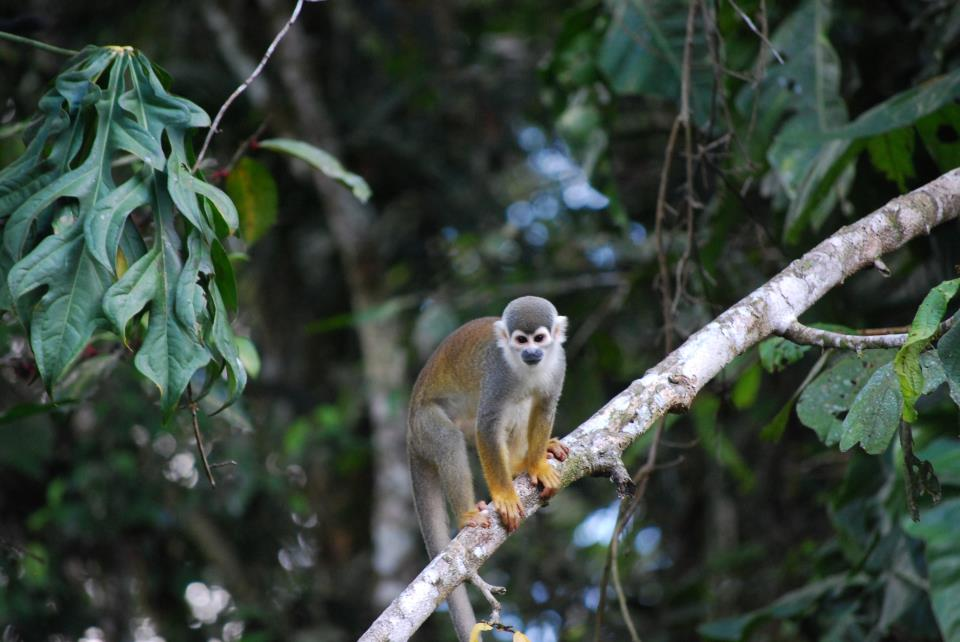
Le scimmie scoiattolo sono abbastanza comuni da incontrare

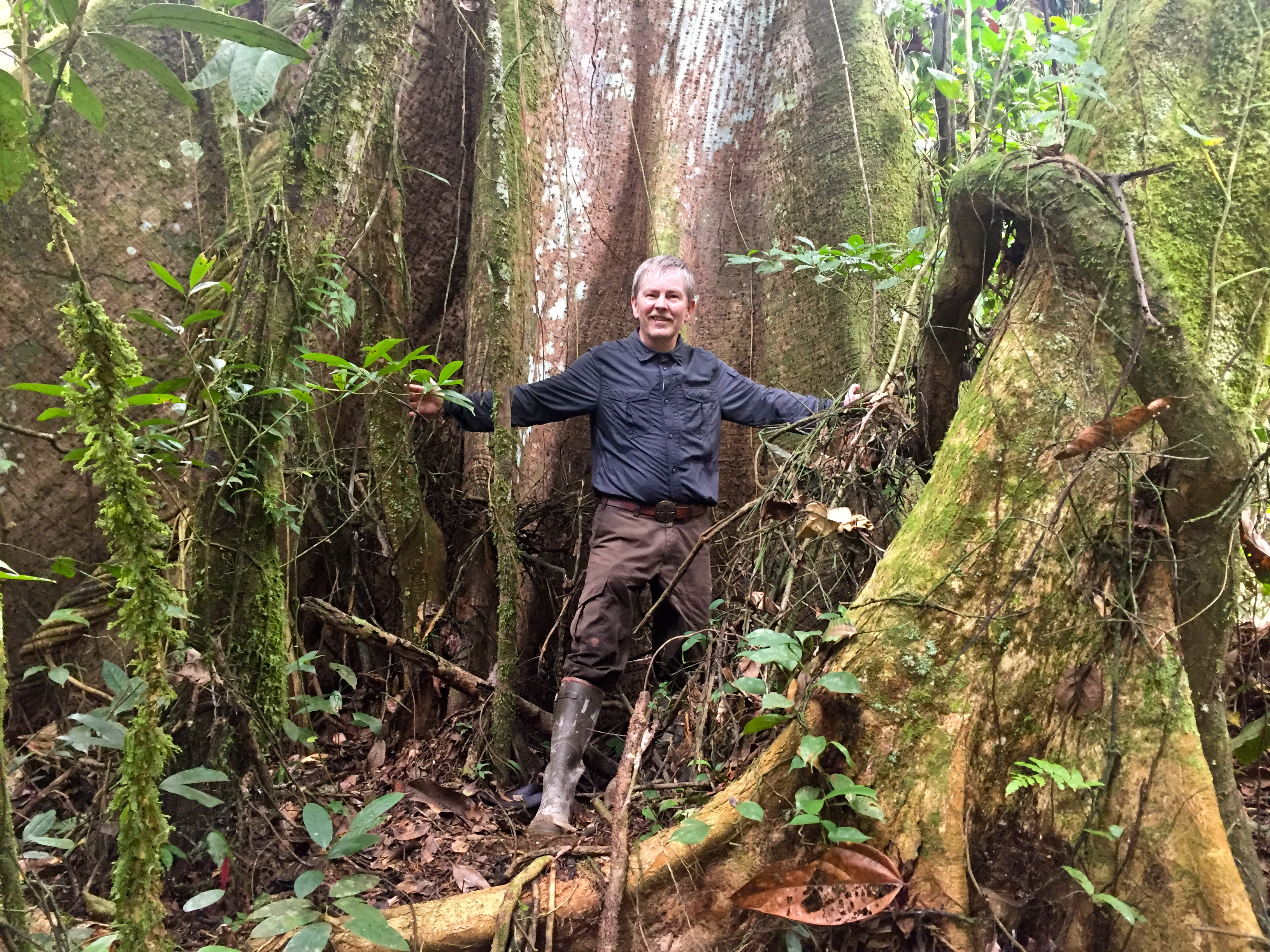
Un «albero emergente»: esperienza indimenticabile per ogni turista

### Offerte turistiche
Dal 1986, la riserva è diventata meta di un turismo organizzato che fa capo principalmente al ponte El Puente sul Río Cuyabeno, lungo la strada E 10, a nord della città di Tarapoa. Da qui, un centro del parco coordina l'accesso in canoa a motore alle circa venti strutture ricettive (dati al 2019), situate nei pressi della Laguna Grande e lungo il fiume. Le attività proposte includono escursioni guidate a piedi e in canoa, finalizzate all'osservazione di flora e fauna. I pacchetti turistici, generalmente di tre-cinque giorni, vengono venduti principalmente a stranieri, sia da agenzie di viaggio nazionali sia internazionali. Alcuni tour includono visite ai villaggi indigeni, soprattutto quelli situati nel territorio dei Siona (come Puerto Bolívar e San Victoriano), dove si mostra, ad esempio, la tradizionale preparazione del pane di manioca. Altre escursioni raggiungono i Secoya e i Cofán, che presentano l'artigianato locale (collane colorate ricavate da semi, manufatti in fibra di palma chambira, ecc.).

### Sviluppo del turismo
Nel 1991, si contavano tra i 14 e i 20 operatori turistici ecuadoriani per un totale di circa 5000 visitatori l'anno. L'ingresso di un'importante azienda turistica (Metropolitan Touring) con il Flotel Orellana sul Río Aguarico contribuì a far crescere la popolarità di Cuyabeno, raggiungendo quasi 8000 turisti nel 1998. La sospensione del Flotel fece scendere i numeri di nuovo a circa 5000 visitatori annui tra il 2001 e il 2007; da quel momento, la fruizione turistica si è concentrata perlopiù sul Río Cuyabeno e la Laguna Grande. Nel 2011 i visitatori erano risaliti a quasi 11.000, mentre nel 2019 alcune fonti indicavano circa 12.000 presenze annue.
Secondo un sondaggio del 1998, la maggior parte dei turisti è interessata soprattutto alle esperienze «indigene» e all'atmosfera «selvaggia». In virtù di ciò, il Ministero dell'Ambiente decise di investire la maggior parte degli introiti nella protezione e nella gestione della riserva (personale, postazioni di controllo, attività di sorveglianza) piuttosto che in infrastrutture (come il centro visitatori). Nel 2012, lo stesso Ministero raccomandò di ampliare le aree aperte al turismo (includendo altri corsi d'acqua e lagune finora chiuse) affinché le comunità turistiche non ancora coinvolte potessero trarne beneficio e per incrementare le risorse economiche a tutela del territorio.

### Aspetti positivi
La presenza dell'industria turistica è stata probabilmente determinante per raddoppiare l'estensione della riserva, incentivando la conservazione di gran parte dell'area. Le immagini aeree (1990, 2000 e 2008) mostrano infatti modifiche minime della copertura vegetale all'interno del territorio protetto, mentre, soprattutto a ovest, si sono verificate intense deforestazioni. Grazie al turismo, che genera milioni di dollari di fatturato all'anno, migliaia di persone trovano la principale fonte di sostentamento. Anche molte famiglie indigene ne traggono beneficio: secondo alcune ricerche, tre comunità locali ricaverebbero dall'attività turistica fra l'80% e il 100% dei propri introiti monetari. In aggiunta, molte di queste comunità ritengono che l'ecoturismo abbia favorito la riscoperta delle proprie tradizioni.

### Aspetti negativi

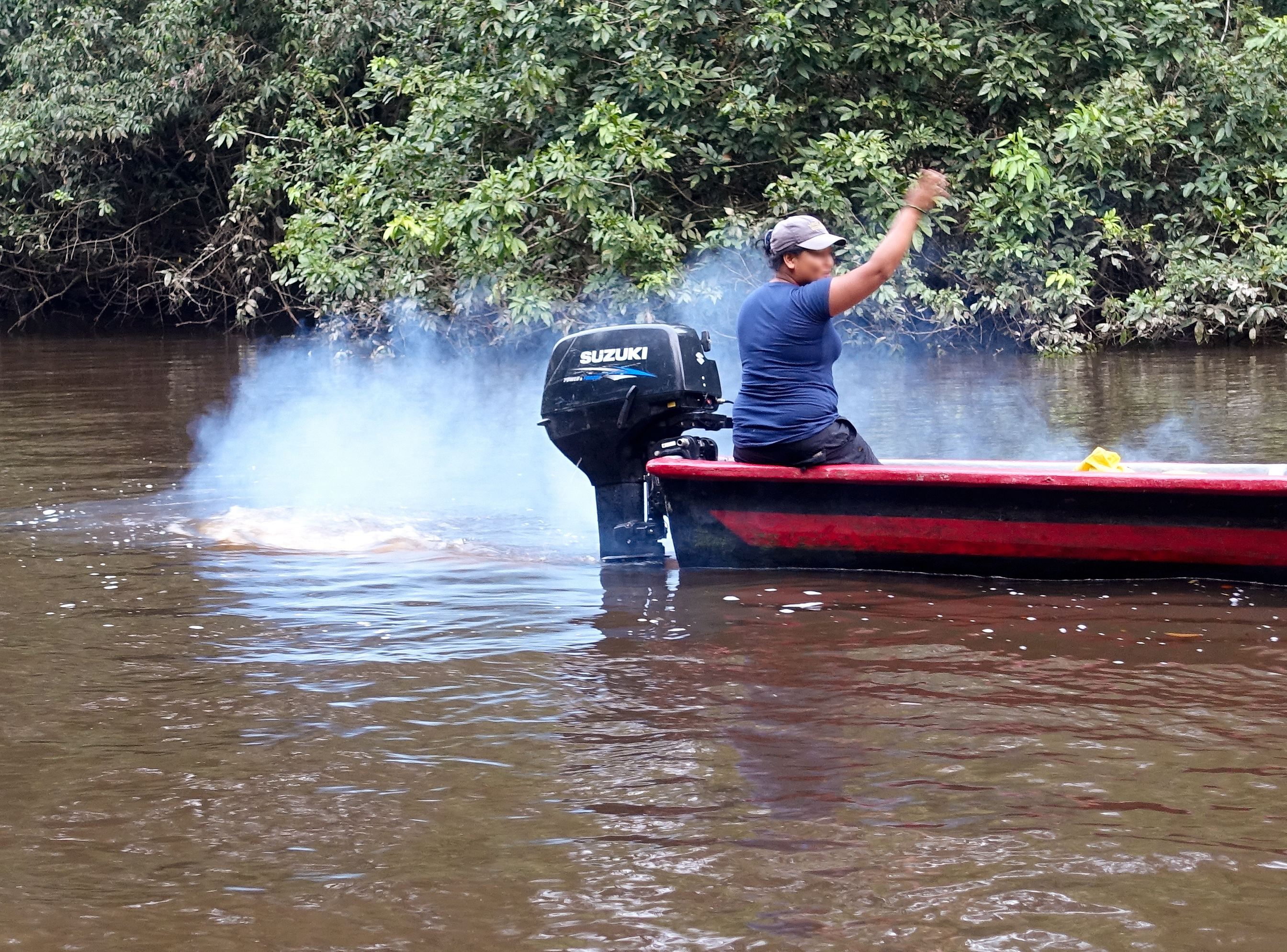
I gas di scarico delle barche a motore mettono in pericolo gli ecosistemi delicati

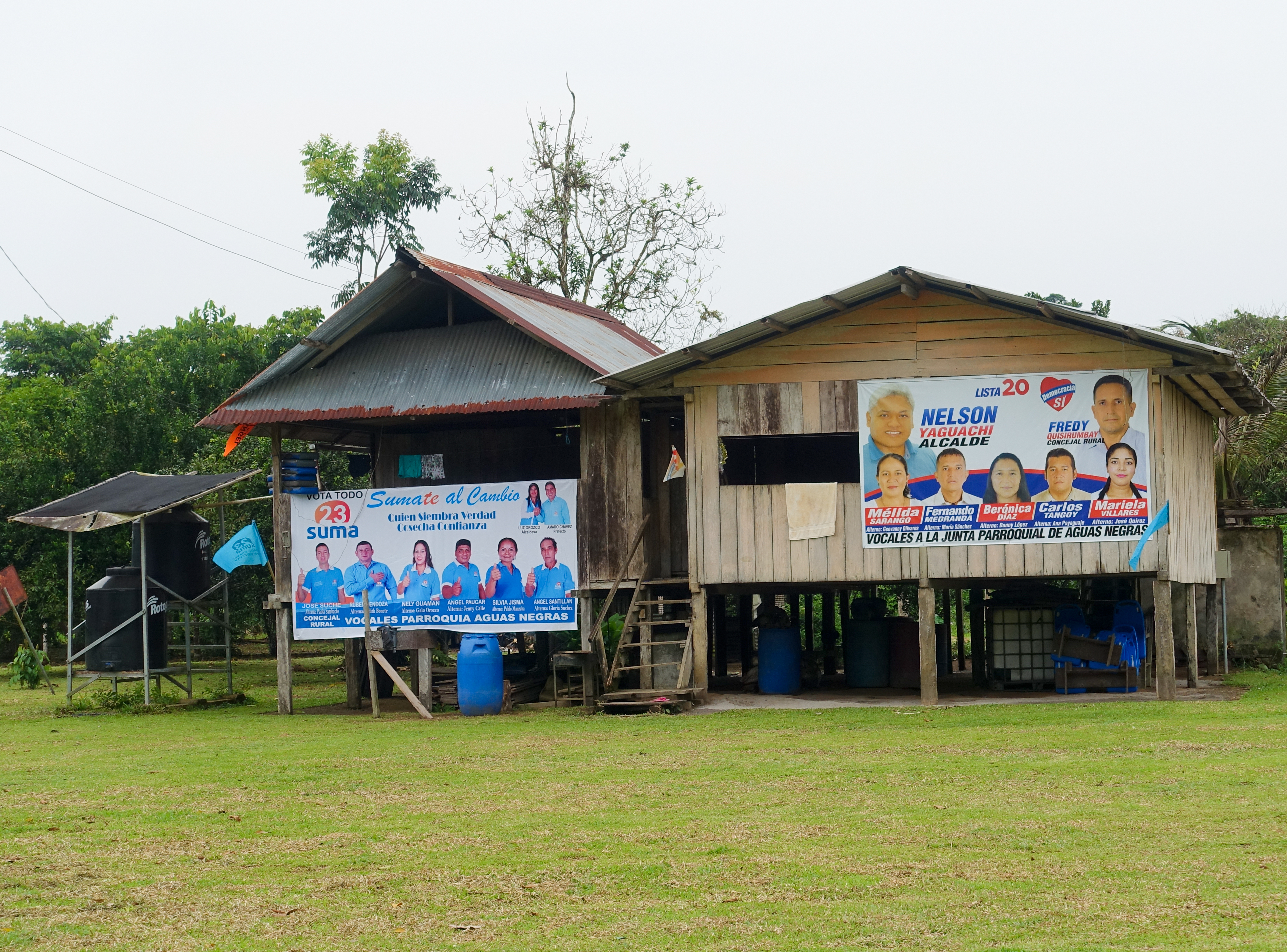
Gli insediamenti degli indigeni sono raggiungibili solo con la barca a motore, ma il crescente contatto con turisti e funzionari sta cambiando la cultura: qui un campo da calcio, una sala per assemblee e manifesti di propaganda elettorale nel villaggio siona di San Victoriano

Sebbene il turismo costituisca un'alternativa concreta all'industria petrolifera, garantendo occupazione e contribuendo alla tutela dell'ambiente e delle culture indigene, si evidenziano diversi effetti collaterali che rischiano di minare i vantaggi a lungo termine:
- Impatto sulla biodiversità. L'aumento di visitatori, insieme alle emissioni di luce, rumore e sostanze inquinanti prodotte da imbarcazioni a motore e strutture ricettive, può danneggiare gli habitat naturali e le popolazioni di certe specie.[12] Ad esempio, il traffico di motoscafi influenza la frequenza respiratoria dei delfini rosa, la cui popolazione è in leggero calo dal 1994.[14]
- Limitati benefici economici per le comunità indigene. Molte strutture turistiche sono di proprietà di strutture esterne; gli indigeni ricevono un compenso limitato attraverso contratti che li vincolano, tra l'altro, a non cacciare o raccogliere risorse in determinate zone, oppure a presentare alcuni aspetti della propria cultura ai turisti.[7] L'accesso ai proventi del turismo si concentra sui villaggi più facilmente raggiungibili a ovest di Cuyabeno, escludendone altri.[15]
- Cambiamenti culturali. L'impatto socioeconomico del turismo ha introdotto disuguaglianze nelle comunità, facendo emergere differenze di reddito prima sconosciute.[16] Le pratiche di caccia e raccolta si sono parzialmente ridotte, cedendo il passo alla richiesta di beni di consumo e tecnologie moderne, con conseguente diminuzione dell'indipendenza economica tradizionale. Il contatto con i visitatori e le clausole contrattuali che incentivano la conservazione ambientale stanno inoltre modificando la percezione indigena del rapporto con la natura, incrementando la cosiddetta «acculturazione».[7] La «riscoperta» di alcuni usi e costumi agli occhi degli antropologi appare in molti casi come una forma di «folklorizzazione», priva del significato originario.[6]
- Criticà dell'«ecoturismo». L'utilizzo di motori a combustione per barche, generatori di elettricità e pompe per l'acqua, insieme ad altre pratiche, non risponde pienamente ai principi di un turismo realmente sostenibile, nonostante gli operatori ecuadoriani promuovano le loro attività come «ecoturistiche».[6]
- Rischio di insediamenti successivi. L'apertura di percorsi turistici in aree remote potrebbe favorire l'arrivo di nuovi coloni, con ulteriori pressioni antropiche sugli ecosistemi.[10]

## Minacce

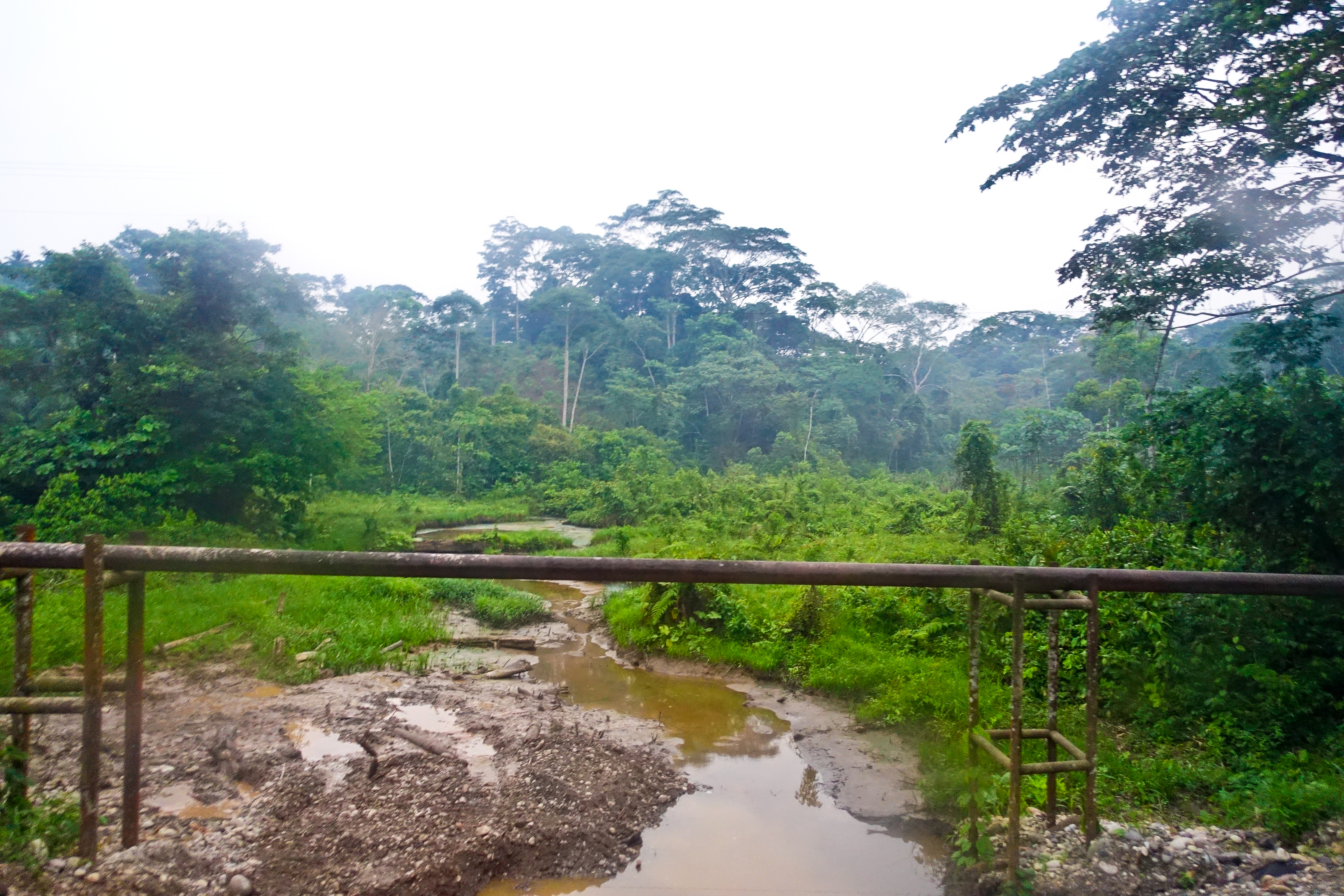
Oleodotto lungo la E10, a pochi chilometri dal confine della riserva

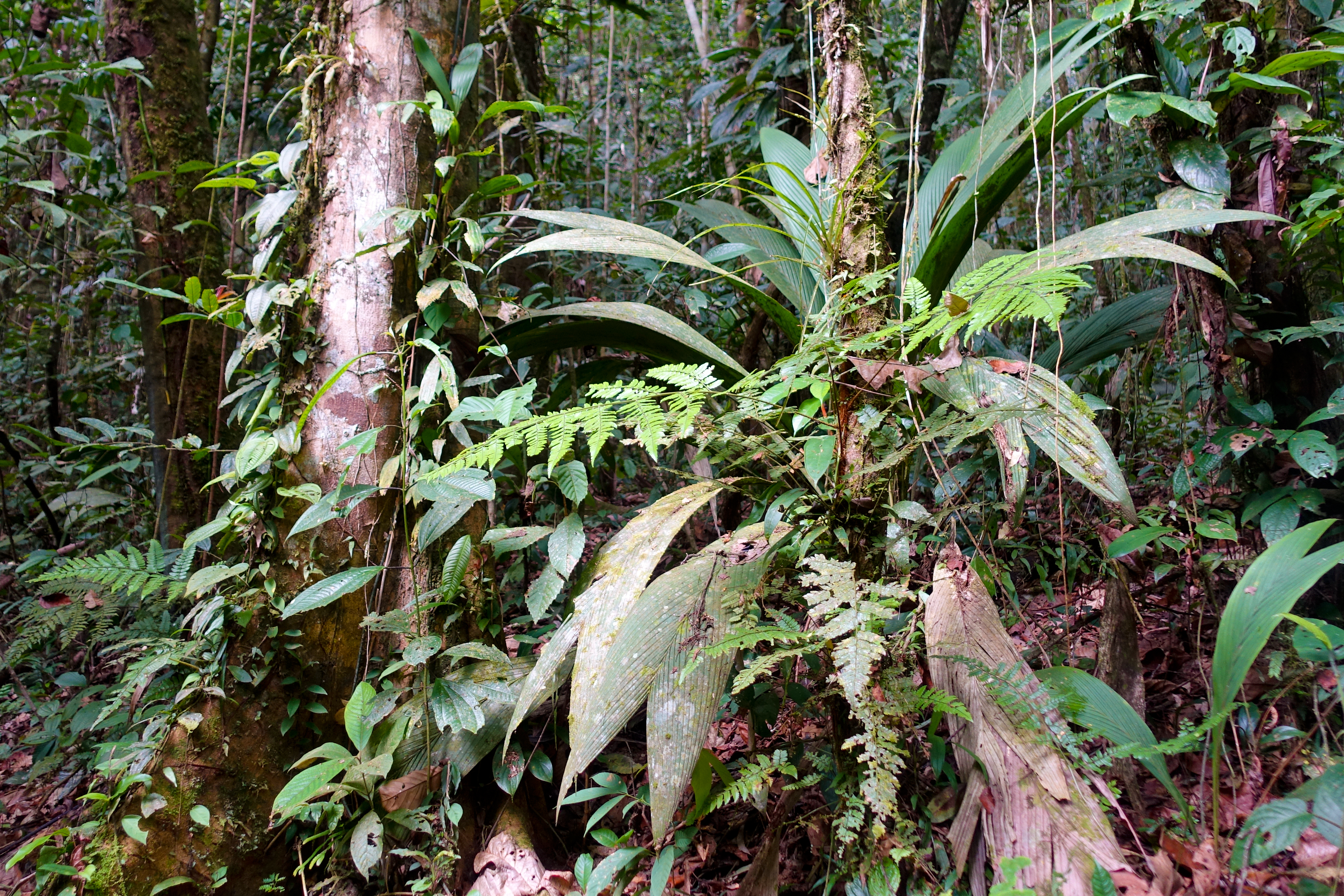
La straordinaria biodiversità dell'area merita la massima protezione

Le principali minacce per l'area protetta derivano dalle attività petrolifere, sia in forma diretta sia indiretta. Tra i rischi primari spiccano gli incidenti, ad esempio le perdite delle condutture, piuttosto frequenti, che possono immettere petrolio nei corsi d'acqua collegati alla zona di Cuyabeno, provocando gravi danni ambientali (come accaduto nel 2009). Inoltre, dalle concessioni minerarie ancor oggi presenti all'interno dei confini della riserva si deduce che l'estrazione di petrolio non è stata del tutto esclusa nemmeno in futuro.
La costruzione di infrastrutture legate all'industria petrolifera ha favorito, sin dagli anni '70, l'insediamento pianificato di nuovi coloni, aumentando drasticamente la densità abitativa nei settori ovest, nord e sud-ovest. Le conseguenze secondarie includono lo sfruttamento illegale del territorio protetto, con taglio del legname, caccia, disboscamenti, commercio di specie animali e vegetali, monocolture agricole e insediamenti abusivi, fenomeni che riducono le popolazioni faunistiche e floristiche. A questi problemi si aggiungono i cambiamenti climatici globali, che – combinati con la deforestazione – potrebbero prolungare ulteriormente la stagione secca, aumentando il rischio di siccità.